# Andrea Lowe
Andrea Lowe, född 1 maj 1975 i Arnold, Nottinghamshire, är en engelsk skådespelare. Hon gästspelade i två episoder av den andra säsongen av The Tudors, där hon spelade den fiktiva adelskvinnan Lady Eleanor Duke, som under en kort period blir Henrik VIIIs älskare. Hon spelade även rollen som Annie Cabbot i den uppmärksammade TV-serien av Peter Robinsons böcker om Alan Banks, Kommissarie Banks.